# Совицо
Совѝцо (на италиански: Sovizzo; на венециански: Soviso, Совисо) е градче и община в Северна Италия, провинция Виченца, регион Венето. Разположено е на 44 m надморска височина. Населението на общината е 15 777 души (към 2015 г.).